# الحاسوب الآلي العام (الإصدار الأول)

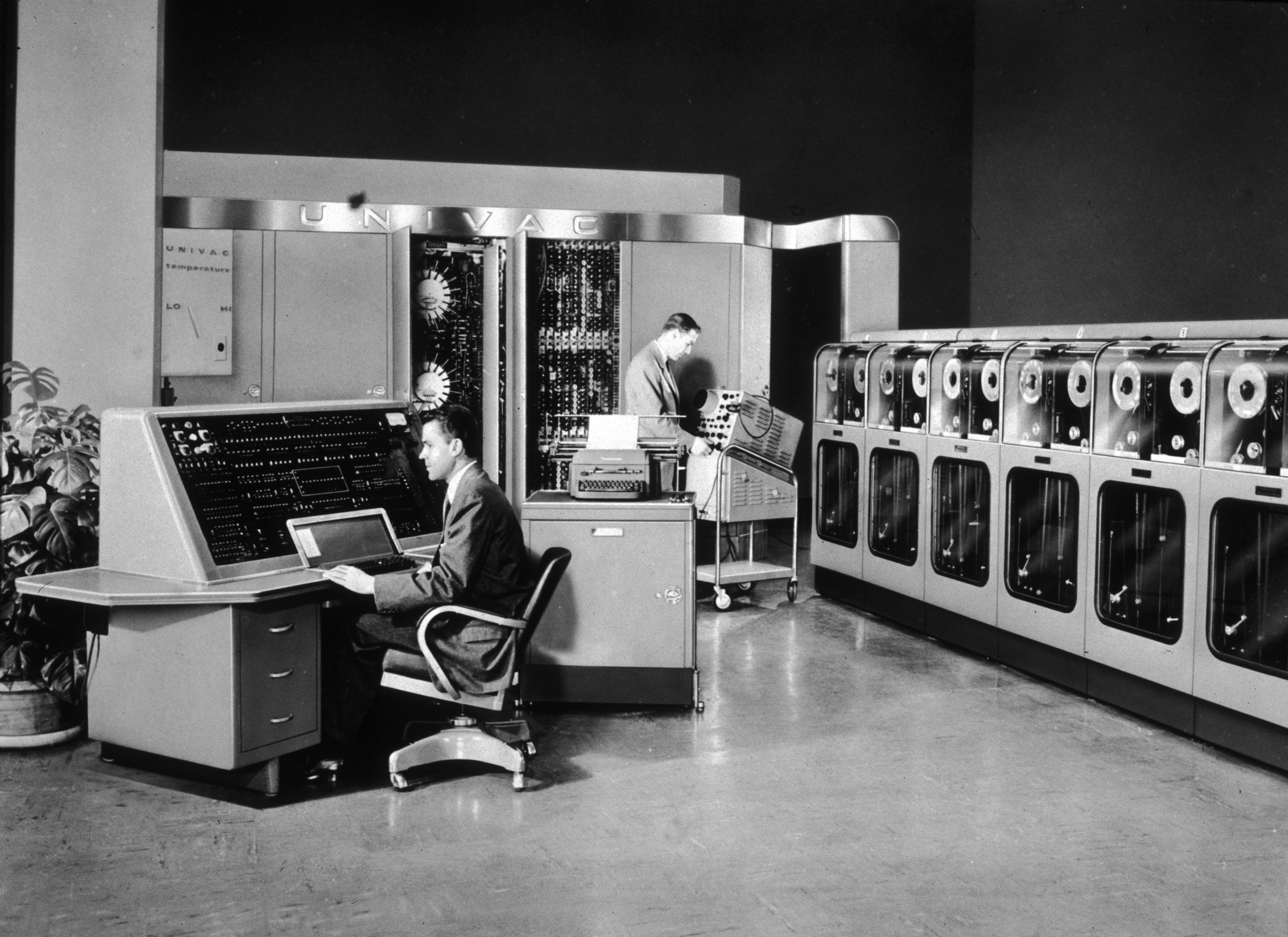
في 14 يونيو 1951، حاسوب UNIVAC I ، أول كمبيوتر تجاري في الولايات المتحدة تم بناؤه لوكالة حكومية مدنية في مختبر Eckert-Mauchly في فيلادلفيا ، بنسلفانيا.

يونيفاك 1 (بالإنجليزية: UNIVAC I)‏، أو الحاسوب الآلي العالمي (Universal Automatic Computer) هو أحد أقدم أجهزة الحاسوب التجارية.

## التطوير والتصميم
بعد ترك كلية مور للهندسة الكهربائية في جامعة بنسلفانيا، كافح كل من جي إيكيرت و جون ماكلي، اللذان عملا على التصميم الهندسي لحاسوب إينياك للولايات المتحدة خلال الحرب العالمية الثانية، للحصول على رأس مال لبناء أحدث تصميماتهم الحاسوبية، وهو حاسوب أطلقا عليه اسم الحاسوب الآلي العالمي أو يونيفاك. (في غضون ذلك ، تعاقدوا مع شركة نورثروب لبناء الكمبيوتر الآلي الثنائي أو BINAC ، والذي عند اكتماله في عام 1949 أصبح أول حاسوب أمريكي يخزن البيانات بذكراة إلكتروينة.) سلم الشريكين أول حاسوب يونيفاك إلى مكتب تعداد الولايات المتحدة في مارس 1951، وفي عام 1950 شركتهم ومواهبهم وبراءات الاختراع الخاصة بهم قد استحوذت عليها شركة Remington Rand.

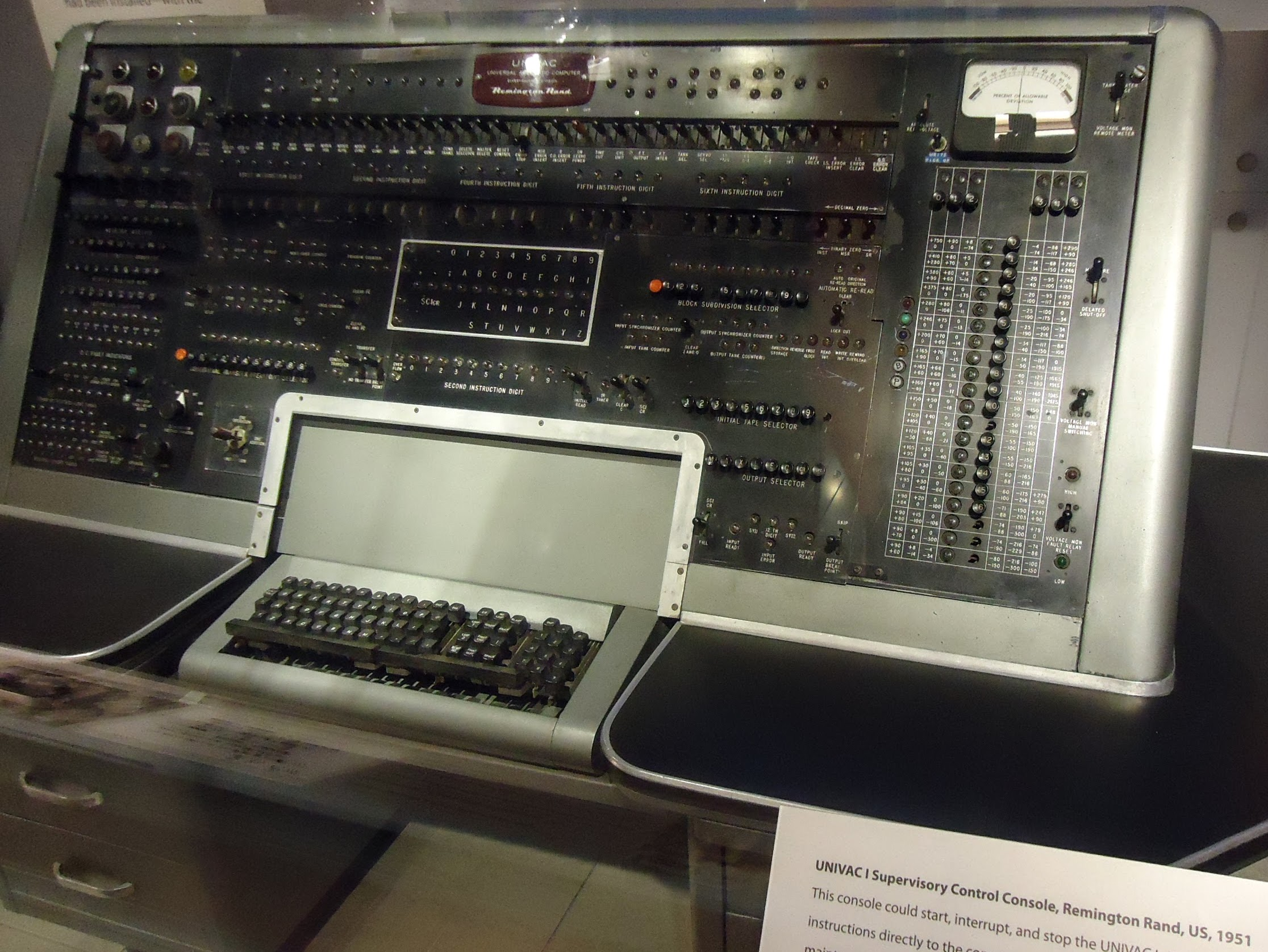
وحدة التحكم لحاسوب يونيفاك 1

وعلى الرغم من كون حاسوب يونيفاك مرتبط مع خبرتهم في إينياك، فقد تم إنشاء يونيفاك منذ البداية كجهاز حاسوب ببرنامج تخزيني، لذلك كان مختلفًا جدًا من الناحية المعمارية، حيث استخدم لوحة مفاتيح للمشغل و وحدة آلة كتابة للإدخال البسيط أو المحدود ويستعمل الشريط المغناطيسي لجميع المدخلات والمخرجات الأخرى، كانت المخرجات المطبوعة تُسجل على شريط ثم طباعتها بواسطة طابعة شريط مغناطيسي منفصلة.
تم تصميم يونيفاك 1 كجهاز حاسوب تجاري لمعالجة البيانات ويهدف إلى استبدال آلات محاسبة البطاقات المثقوبة في ذلك الوقت، حيث يمكنه قراءة 7200 رقم عشري في الثانية (لم يستخدم أرقامًا ثنائية )، مما يجعل ذلك الحاسوب أسرع حاسوب تجاري تم بناؤه في ذلك الوقت. وقد أدى استخدام الحاسوب لخطوط تأخير الزئبق (Mercury delay lines) الخاصة بـ إيكيرت إلى تقليل عدد الصممات المفرغة المطلوبة (إلى 5,000)، مما مكن المعالج الرئيسي من شغل مساحة (حوالي 4.4 × 2.3 × 2.7 متر) فقط.
لقد كانت آلة أعمال حقيقية، مما يشير إلى تقارب البحوث الحاسوبية الأكاديمية مع اتجاه أتمتة المكاتب في أواخر القرن التاسع عشر وأوائل القرن العشرين. وعلى هذا النحو قاد الحاسوب يونيفاك التحول إلى معدات حاسوبية ضخمة منتجة بكميات كبيرة في عصر «الحديد الكبير (Big Iron)» .